# Debbie Dunn
Debbie Dunn (Jamaica, 1978. március 26. –) világbajnok amerikai atlétanő.
A berlini világbajnokságon Allyson Felix, Lashinda Demus és Sanya Richards társaként tagja volt a négyszer négyszáz méteren aranyérmes amerikai váltónak. Ezentúl egy szabadtéri világbajnoki ezüst-, és egy pánamerikai játékokon elért bronzérmet jegyez.

## Egyéni legjobbjai
- 200 méter síkfutás - 22,75
- 400 méter síkfutás – 49,95